# ゾロテ
ゾロテ（ウクライナ語: Золотé,  発音; ロシア語: Золотóе）は、ウクライナのルハーンシク州（オーブラスチ）セヴェロドネツィク地区にある町である。人口は1万3203人 (2021年推定) 。
ゾロテは複数の村による合併で成立しており、現在、ゾロテを構成する村にはゾロテ1からゾロテ5と順番に番号が付けられている。ゾロテの誕生以前は、これらの村はカルボニット、ロディーナ、スタハノヴェツ、マリーフカ、パルチザンスキーと呼ばれていた。
ドンバス戦争中、自称国家のルガンスク人民共和国（LPR）によってゾロテの一部が支配された。ゾロテ5（マリーフカ）はLPRの完全な支配下に置かれ、ゾロテ4（パルチザンスキー）とゾロテ3（スタハノヴェツ）は、戦争当事者間の「グレーゾーン」に位置するようになった。2018年6月30日、ウクライナ軍はゾロテ4を完全に支配したが、ウクライナの活動家は、2014年以降ウクライナ兵はこの区域にいたため、村の制圧はやらせであると述べた。
2014年10月7日、ルハーンシク州の統治を促進するために、ヴェルホーヴナ・ラーダは行政区画にいくつかの変更を加え、政府支配地域を地区にグループ化した。特に、ヒルスケとゾロテの町およびニジネとトシュキウカの都市型集落は、ペルボマイスク自治体からポパスナ地区に移管された。

## 統計
2001年ウクライナ国勢調査時点での母国語の割合（このリストにはルガンスク人民共和国の支配区域も含まれている）： 
- ロシア語：50.34％
- ウクライナ語：43.93％
- ベラルーシ語：0.35％